# Miélan
Miélan é uma comuna francesa na região administrativa da Occitânia, no departamento de Gers. Estende-se por uma área de 21.88 km², e possui 1.125 habitantes, segundo o censo de 2018, com uma densidade de 51 hab/km².